# Geneviève Bro Grébet
Geneviève Yobou Bro Grébet, née le 13 mars 1953 à Grand-Alépé, est une femme politique de Côte d'Ivoire, ancienne ministre des Sports et Loisirs (octobre 2000 - 2010). 
Membre du PDCI, elle est pourtant à la tête d'une organisation de femmes, signataire de la Charte du CNRD, proche du Président Laurent Gbagbo.
Elle est mariée et mère de 3 enfants : elle perd sa fille en mai 2021.